# Primera División Uruguaya 1905
La Primera División Uruguaya 1905 fu il quinto torneo nella storia del calcio uruguaiano.
Questa stagione segnò il ricomincio del calcio uruguaiano in seguito alla stagione d'inattività dell'anno 1904 dovuta alla guerra civil. Parteciparono cinque squadre che s'incontrarono in un campionato d'andata e ritorno che vide la vittoria finale del CURCC che vinse tutte le partite senza incassare neppure una rete. Questa edizione non vide la partecipazione delle squadre del Uruguay Athletic e del Triunfo, inoltre la squadra del Deutscher fu ribattezzata con il nome di Teutonia.
Quest'anno fu marcato tragicamente per la morte del calciatore simbolo del Nacional a causa di una epidemia di durante il mese di giugno di quell'anno.

## Classifica Finale
|                    | Pos. | Squadra              | Pt | G | V | N | P | GF | GS | DR  |
| ------------------ | ---- | -------------------- | -- | - | - | - | - | -- | -- | --- |
| Uruguay (bandiera) | 1°   | CURCC                | 16 | 8 | 8 | 0 | 0 | 21 | 0  | +21 |
|                    | 2°   | Nacional             | 12 | 8 | 6 | 0 | 2 | 14 | 7  | +7  |
|                    | 3°   | Montevideo Wanderers | 7  | 8 | 3 | 1 | 4 | 7  | 9  | -2  |
|                    | 4°   | Teutonia             | 5  | 8 | 2 | 1 | 5 | 6  | 18 | -12 |
|                    | 5°   | Albion               | 0  | 8 | 0 | 0 | 8 | 0  | 14 | -14 |

## Classifica marcatori
| Gol |  |  | Giocatore       | Squadra |
| --- |  |  | --------------- | ------- |
| 6   |  |  | Aniceto Camacho | CURCC   |